# 樞機

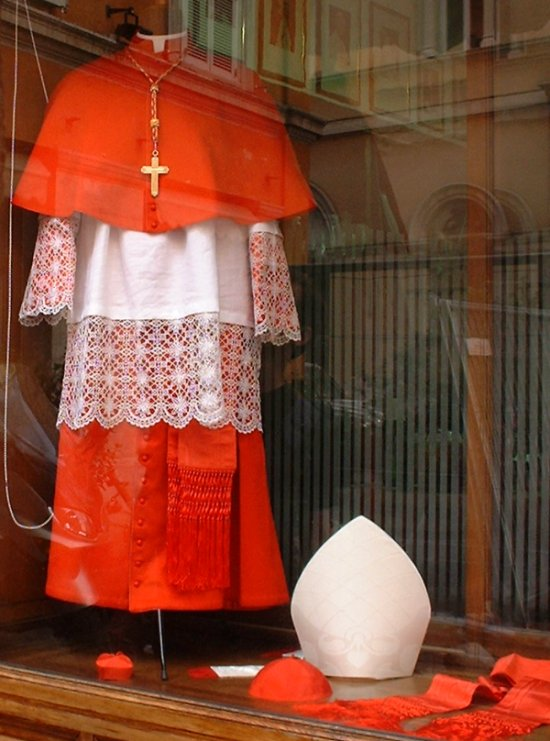
樞機禮服

樞機（拉丁語：Cardinalis）是教宗治理天主教會的主要助手和顧問，由教宗親自任命，是天主教會各級神職人員中僅次於教宗的職位，故有「教會親王」之称。該職通常由具主教銜的神職人員出任，他們通常也是重要教區的正權主教、或是聖座重要部門的首長。樞機的拉丁文原名為（英文對應詞為），有鉸鏈、樞紐、重要的意思。另一字源為。樞機們組成樞機團，當教宗職務出缺時，只有樞機團有權選舉下一任教宗，傳統上教宗也由樞機中選出。樞機礼服通常为紅色，故教外人士俗稱為「紅衣主教」。

## 歷史

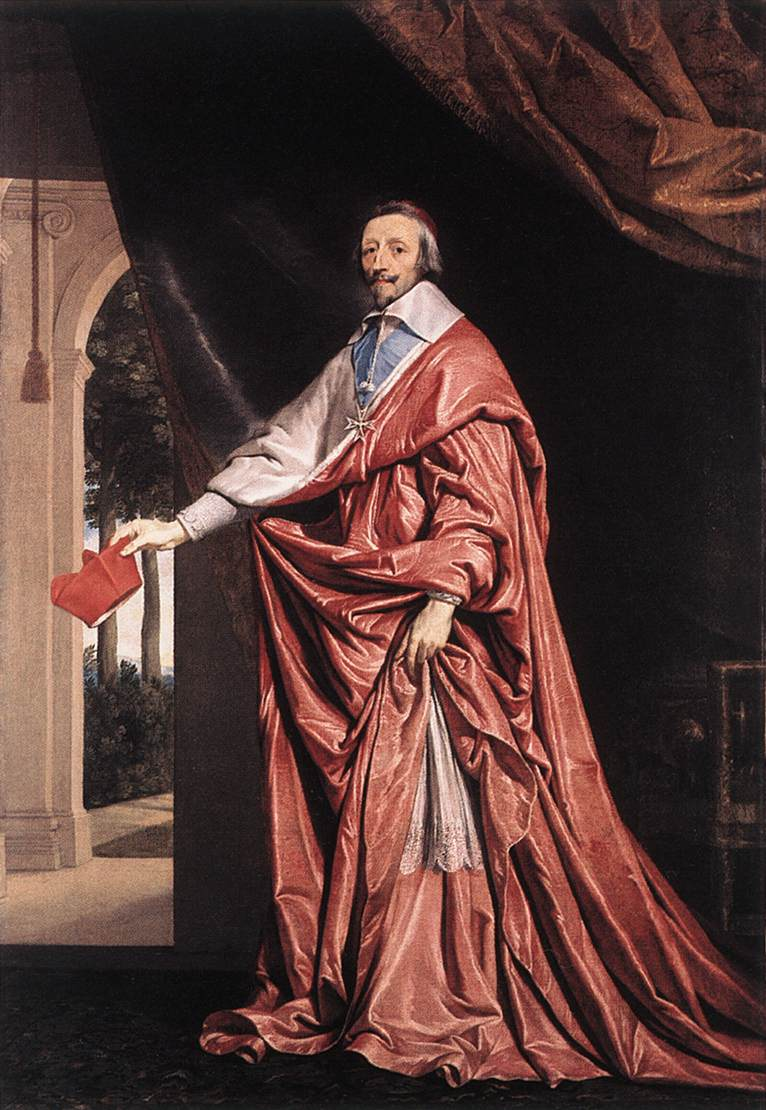
法國宰相黎胥留樞機（1622年）

樞機職是由羅馬教區司鐸團（Presbyterate）延伸出來的，這些派駐在羅馬各本堂負責代表作為羅馬主教的教宗在各本堂舉行儀式以及擔任顧問的職務的司鐸們被稱為司鐸級樞機，而執事也被稱為執事級樞機。此外為了分擔教宗的繁忙職務，當時的教宗也慣於邀請七個羅馬城郊教區的主教來擔任顧問職，漸漸的就被稱為主教級樞機。這些樞機逐漸形成一個教宗的顧問團體。教宗斯德望四世於769年主持的拉特朗教務會議中決定了羅馬主教只能由司鐸級樞機與執事級樞機中選出。
從十二世紀起樞機職也開始授予羅馬教省外的神職人員領袖。13世紀初，樞機團通常不超過30名；1586年，教宗西斯篤五世將樞機團規模擴大人數為70人（6名主教級樞機，50名司鐸級樞機，14名執事級樞機）。然而到了20世紀卻仍然維持這個限制；1958年，教宗若望二十三世改變了此一限制。目前全世界共有217名樞機（2020年11月16日） 。

## 教宗選舉

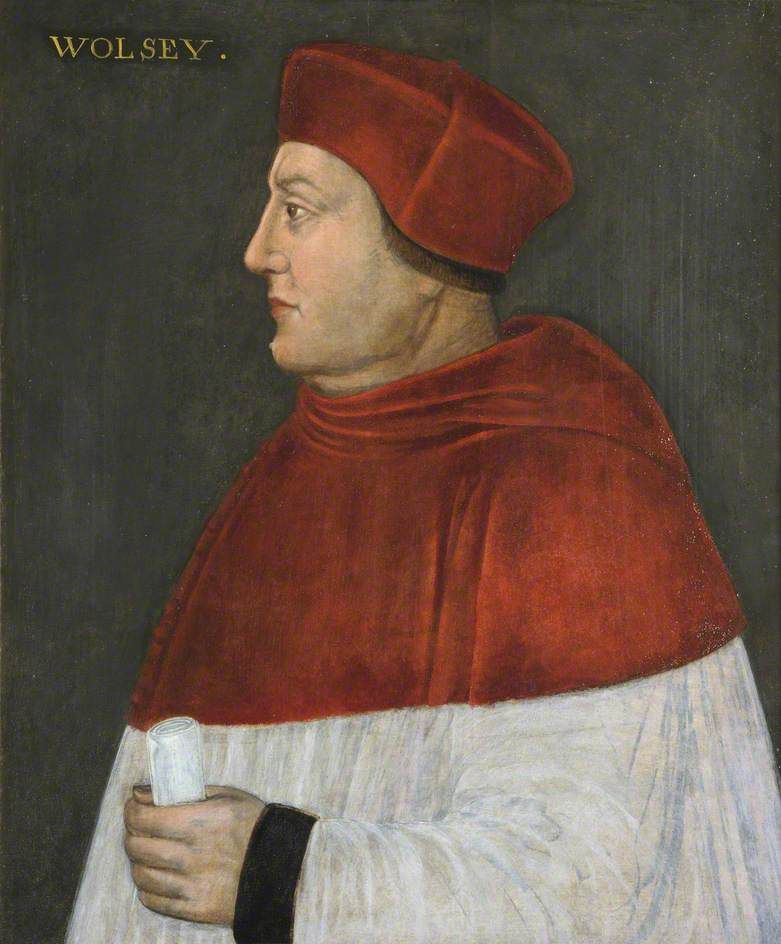
托馬斯·沃爾西樞機

教宗原先不是由樞機團選出，而是由羅馬市市民選出，但在中世紀時，這個權力轉而變成各地樞機組成的樞機團選出教宗。
自從1971年1月1日，教宗保祿六世規定只有80歲以下的樞機才能有選舉教宗權。原先保祿六世規定最多只可有120名樞機參加選舉，後來教宗若望保祿二世改變了這項規定。
雖然沒有硬性規定教宗一定要從樞機中選出，理論上所有的男性天主教基督徒都有資格被選為教宗，但是自教宗烏爾巴諾六世於1378年當選教宗以後，教宗從樞機中選出已經變成一個惯例和传统。

## 位階

樞機徽章（牧徽）的格式，不過若該樞機沒有主教身分則不會有十字架

根據《天主教法典》第350條，樞機團被分成三個等級：
- 主教級樞機（Cardinales Episcopi）
- 司鐸級樞機（Cardinales Presbyteri）
- 執事級樞機（Cardinales Diaconi）

主教級樞機原來只特別指七個羅馬城郊教區的主教（其中奧斯底亞教區在1960年代與羅馬教區合併），後指獲派為這些教區的領銜主教的樞機，其中包含樞機團團長，當樞機團團長一職懸缺，則由其他領羅馬近郊教區銜的樞機中選出一名接任。由於樞機團團長同時領有奧斯底亞教區銜及他獲選為樞機團團長前所領有的教區銜，因此實際上領羅馬近郊郊區銜的樞機只有六位。此外教宗保祿六世1965年裁定以東儀天主教會的宗主教身分被列入樞機團者，保留其宗主教區為他們的教區銜，他們的位階與天主教會的主教級樞機相同。
原先主教級樞機一般不超過10人。但時任教宗方濟各有鑑於樞機團的成員增加，為使三級的樞機人數平衡，分別於2018年與2020年，在保留原本所轄的堂區與執事區的領銜下，任命五位司鐸級或執事級樞機為主教級。這使得如今拉丁禮主教級樞機為11位。
司鐸級樞機本身大多擔任世界各大城市教區的總主教或主教。而他們都會名義上獲派往上述的羅馬某個堂區當司鐸。
執事級樞機是樞機中最低的位階，名義上獲派往上述的羅馬某個執事區當執事。1918年之前，執事級樞機可以讓平信徒擔任，因此俗人有可能當上樞機而不需要先當司鐸（或稱神父）；1918年後，《天主教法典》第351條規定樞機必須至少是司鐸。未升為主教的，應先祝聖為主教，但在實務上亦有司鐸受封樞機時請求豁免晉身為主教並被接受。而在擔任執事級樞機10年後，可被晉升為司鐸級樞機。目前所有的司鐸級樞機和幾乎所有的執事級樞機是主教。

## 漢語地區樞機

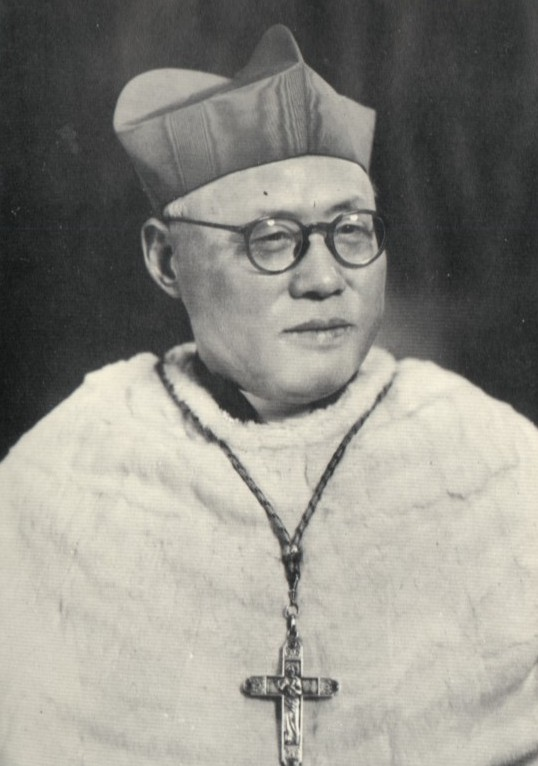
田耕莘是全世界第一位漢語地區樞機

漢語地區第一位樞機是首任北平總教區總主教田耕莘（同時也是亞洲第一位樞機），於1946年2月18日由教宗庇護十二世冊封，後擔任台北總教區署理主教。1969年4月28日，教宗保祿六世任命在中華民國政壇相當活躍的首任南京總教區總主教于斌為第二位樞機。而中華人民共和國治下第一位樞機是上海教區主教龔品梅，1979年獲教宗若望·保祿二世冊封，但由於教宗對此任命默存于心，直到1991年龔赴美就醫後才公開。1988年，香港教區主教胡振中被教宗若望保祿二世擢升為樞機，為香港首位樞機。台灣的高雄教區主教單國璽及後於1998年獲教宗若望保祿二世擢升為樞機，成為胡振中後獲得此榮銜者，且為首位以臺灣地區教會主教之身分獲擢升者。在2003年10月21日，若望保祿二世又秘密遴選了一名樞機，但並未公布而默存于心，這名樞機有傳言是身在中華人民共和國的上海教區主教范忠良。不過，在2005年4月6日，梵蒂岡發言人納瓦洛·瓦爾斯（Joaquin Navarro-Valls）稱教宗在其遺書上並沒留下任何名字；因此，這位樞機的名字已隨著教宗的辭世而永遠成謎。 陳日君是第七位漢語地區樞機，由教宗本篤十六世任命；由於香港教區地位特殊，因此有人認為該任命或有助於推動聖座與中華人民共和國建交。不過另一方面，陳日君樞機在香港曾公開聲援港人「七一遊行」，引起北京政府的不滿，故此有意見認為陳日君的任命有礙建交。2012年，湯漢獲本篤十六世擢昇為樞機，成為第八位漢語地區樞機及第一位生於香港的樞機，是香港首次同時有兩名樞機。及後接任的教宗方濟各亦擢昇了汶萊的沈高爾內略、新加坡的吳成才和香港的周守仁為樞機，是為第九、第十和第十一位漢語地區出身樞機。目前在世的樞機有陳日君、湯漢、吳成才和周守仁四人。其中陳日君和湯漢已超過80歲，因此按《年齡之增》規定不再參與教宗選舉秘密會議。另外，曾在漢語地區服務過的日人樞機，則有長崎總教區總主教里脇淺次郎樞機。他曾經擔任日治末期的台灣宗座監牧區宗座監牧。
| 姓名       | 生卒年                       | 職位                   | 冊封樞機日期                                          | 樞機級別   | 備註 |
| ---------- | ---------------------------- | ---------------------- | ----------------------------------------------------- | ---------- | --- |
| 田耕莘     | 1890年9月27日－1967年7月24日 | 北平總教區總主教       | 1946年2月18日                                         | 司鐸級樞機 | 亞洲和中國的第一位樞機，1949年前往美國，1960年赴台灣                                                                             |
| 于斌       | 1901年4月13日－1978年8月16日 | 南京總教區總主教       | 1969年5月19日                                         | 司鐸級樞機 | 1946年被任命為南京總主教，國共內戰末期前往美國，1954年赴台灣；擁有博士學位                                                       |
| 辛海棉     | 1928年8月31日－2005年6月21日 | 馬尼拉總教區總主教     | 1976年5月24日                                         | 司鐸級樞機 | |
| 龔品梅     | 1901年8月2日－2000年3月12日  | 上海教區主教           | 1979年6月30日 （默存心中） 1991年6月28日 （正式冊封） | 司鐸級樞機 | 1949年被任命為上海主教，1955年至1986年間在中國入獄，1987年86歲的龔被釋放后前往美國治療，2000年在美國康乃狄克州辭世；擁有博士學位 |
| 胡振中     | 1925年3月26日－2002年9月23日 | 香港教區主教           | 1988年6月28日                                         | 司鐸級樞機 | 第一位以香港教區主教身分被冊封的樞機；擁有博士學位                                                                               |
| 單國璽     | 1923年12月3日－2012年8月22日 | 高雄教區主教           | 1998年2月21日                                         | 司鐸級樞機 | 第一位以臺灣教區主教身分被冊封的樞機；擁有博士學位                                                                               |
| 陳日君     | 1932年1月13日－至今          | 香港教區主教           | 2006年3月24日                                         | 司鐸級樞機 | 榮休後，2022年5月11日，因涉「612人道支援基金」，被香港警察國安處 以「勾結外國勢力罪」拘捕。                                      |
| 湯漢       | 1939年7月31日－至今          | 香港教區主教           | 2012年2月18日                                         | 司鐸級樞機 | 第一位生於香港的樞機；擁有博士學位                                                                                               |
| 沈高爾內略 | 1951年9月16日－2021年5月29日 | 汶萊宗座代牧區宗座代牧 | 2020年11月28日                                        | 司鐸級樞機 | 第一位汶萊樞機 |
| 吳成才     | 1957年6月25日－至今          | 新加坡總教區總主教     | 2022年8月27日                                         | 司鐸級樞機 | 第一位新加坡樞機 |
| 周守仁     | 1959年8月7日－至今           | 香港教區主教           | 2023年9月30日                                         | 司鐸級樞機 | 曾任耶穌會中華省省會長、香港華仁書院及九龍華仁書院校監；擁有哈佛大學博士學位                                                     |

## 外部連結
- 禮儀經文 （页面存档备份，存于）（天主教香港教區禮儀委員會）:  (64)樞機是誰; (65)樞機禮服圖解; (67)擢陛新樞機儀式; (70)反思羅馬教會的樞機制度